# Hyloscirtus charazani
Hyloscirtus charazani là một loài ếch trong họ Nhái bén.
Nó được tìm thấy ở Bolivia và có thể cả Peru.
Các môi trường sống tự nhiên của chúng là các khu rừng khô nhiệt đới hoặc cận nhiệt đới và sông.